# تیغه و روح
تیغه و روح (به انگلیسی: Blade & Soul) یک بازی ویدئویی اکشن خیال‌پردازی کره‌ای، به سبک ام‌ام‌اوآرپی‌جی که توسط شرکت کره‌ای ان‌سی‌سافت برای مایکروسافت ویندوز ساخته شده‌است. در ۱۳ سپتامبر ۲۰۱۲، ان‌سی‌سافت خبر انتشار تیغه و روح در کشورهای غربی را داده است، اما هنوز تاریخ مشخصی برای آن در نظر گرفته نشده است. یک مجموعه تلویزیونی انیمه ۱۳ قسمتی نیز توسط استودیو گونزو از روی این بازی تهیه شده که از آوریل تا ژوئن ۲۰۱۴ در شبکه تی‌بی‌اس پخش شده‌است.
تیغه و روح دنیایی فانتزی به همراه هنرهای رزمی آسیایی را در قالب یک بازی نقش آفرینی بر خط چندنفره گسترده به ارمغان می‌آورد و بازیکن را به جهانی پر از اسطوره و افسانه‌ها وارد می‌کند.